# Démographie de la Géorgie
La démographie de la Géorgie obéit depuis plus d'un siècle à différents facteurs exogènes (changements de nature de souveraineté et sécessions délimitant des territoires géographiques différents) et aux facteurs endogènes propres à la dynamique des populations qui y résident.

## Facteurs exogènes

### Variations de territoire géographique
L'Empire russe, qui avait annexé le royaume de Géorgie en 1801, maintient jusqu'en février 1917 Tiflis comme capitale du Caucase et développe la présence d'ethnies sud-caucasiennes et nord-caucasiennes sur le territoire géorgien. Après sa chute, les tentatives de structures transcaucasiennes (octobre 1917 à mai 1918) éclatent devant les nationalismes arménien, azerbaïdjanais et géorgien, ainsi que devant la pression de l'Empire ottoman. Des territoires entiers sont contestés et donnent lieu à des guerres (Ardahan, Artvin, Lorri, Zaqatala...) ou attribués à la Géorgie par des traités internationaux et non respectés (Hopa, Rize et traité de Sèvres). 
L'invasion des armées de la Russie soviétique définit en 1921 un nouveau périmètre géographique, remis en cause une nouvelle fois par les guerres d'Ossétie du Sud de 1991 et de 2008, celles d'Abkhazie en 1992 et en 2008, conduisant à la sécession de 20 % du territoire de la Géorgie reconnu internationalement et à la modification de la composition ethnique de la population.

### Fiabilité des données démographiques
Au cours des différents changements de souveraineté qui ont concerné le territoire géorgien, Empire russe (1801-1917), Haut Commissariat à la Transcaucasie (1917), république démocratique fédérative de Transcaucasie (1918), république démocratique de Géorgie (1918 à 1921) — avec la création le 25 juillet 1919 d'une Commission centrale des statistiques —, république socialiste soviétique de Géorgie (1921 à 1990) — avec la centralisation à Moscou de toutes les activités statistiques —, république de Géorgie (depuis 1990), les données démographiques délivrées ont été constituées à partir de critères différents pour des raisons techniques et pour des raisons politiques. 
La création de l'Office national des statistiques de Géorgie et son indépendance acquise le 11 décembre 2009 sont présentées comme une garantie d'alignement des données démographiques géorgiennes sur les normes internationales.

## Évolution de la population (recensements de 1939 à 2014, estimations ensuite)
L'évolution de la population entre les recensements de 1939 et de 2014 laisse apparaître la forte émigration des années 1990 entraînée par les facteurs exogènes et celle des années 2000 principalement entraînée par des facteurs endogènes (migrations rurales, migrations économiques vers les pays étrangers, taux de natalité...).
| Année de recensement | Population totale | Urbaine   | Rurale    | % Urbaine | % Rurale |
| -------------------- | ----------------- | --------- | --------- | --------- | -------- |
| 1939                 | 3 540 000         | 1 066 200 | 2 473 800 | 30,1      | 69,9     |
| 1959                 | 4 044 000         | 1 712 900 | 2 331 100 | 42,4      | 57,6     |
| 1970                 | 4 686 400         | 2 239 800 | 2 446 600 | 47,8      | 52,2     |
| 1979                 | 5 014 800         | 2 600 500 | 2 414 300 | 51,9      | 48,1     |
| 1989                 | 5 443 400         | 3 035 800 | 2 407 600 | 55,8      | 44,2     |
| 2002                 | 4 355 700         | 2 282 300 | 2 073 400 | 52,4      | 47,6     |
| 2014                 | 3 713 700         | 2 122 900 | 1 590 800 | 57,2      | 42,8     |
| 2015                 | 3 721 900         | 2 135 600 | 1 586 300 |           |          |
| 2016                 | 3 728 600         | 2 151 500 | 1 577 100 |           |          |
| 2017                 | 3 726 400         | 2 161 900 | 1 564 500 |           |          |
| 2018                 | 3 729 600         | 2 174 800 | 1 554 800 |           |          |
| 2019                 | 3 723 500         | 2 184 300 | 1 539 100 |           |          |

## Évolution de la répartition par région administrative (recensements de 2002 et 2014)
L'évolution de la population dans les régions administratives est inégale, même si elle se traduit par une baisse régulière à l'exception de la capitale Tbilissi.
| Régions administratives                                                                                                | Urbaine   | Rurale    | Totale    | %      |
| --- | --------- | --------- | --------- | ------ |
| Abkhazie1 |           |           |           |        |
| Adjarie | 184 774   | 149 179   | 333 953   | - 10,6 |
| Basse Kartlie | 180 118   | 243 868   | 423 986   | - 14,6 |
| Gourie | 31 904    | 81 446    | 113 350   | - 21,0 |
| Iméréthie2 | 258 510   | 275 396   | 533 906   | - 23,4 |
| Kakhétie | 71 526    | 247 057   | 318 583   | - 21,6 |
| Kartlie intérieure2 | 105 211   | 158 171   | 263 382   | - 15,7 |
| Mtskheta-Mtianeti2 | 21 259    | 73 314    | 94 573    | - 24,8 |
| Mingrélie-et-Haute-Svanétie                                                                                            | 129 391   | 201 370   | 330 761   | - 29,0 |
| Ratcha-Letchkhoumie et Basse Svanétie2                                                                                 | 6 970     | 25 119    | 32 089    | - 37,4 |
| Samtskhé-Djavakhétie                                                                                                   | 54 663    | 105 841   | 160 504   | - 22,8 |
| Tbilissi | 1 078 297 | 30 420    | 1 108 717 | + 2,5  |
| Géorgie | 2 122 623 | 1 591 181 | 3 713 804 | - 15,0 |
| 1En sécession complète (240 000 en 2011) 2En sécession partielle au profit de l’Ossétie du Sud-Alanie (53 500 en 2015) |           |           |           |        |

## Évolution de la répartition par groupes ethniques (recensements de 1926 à 2014)
L'évolution des populations des groupes ethniques, entre le recensement de 1926 et celui de 2014, s'établit de la manière suivante :  
| Groupe ethnique | Recensement 19261 | Recensement 19261 | Recensement 19392 | Recensement 19392 | Recensement 19593 | Recensement 19593 | Recensement 19704 | Recensement 19704 | Recensement 19795 | Recensement 19795 | Recensement 19896 | Recensement 19896 | Recensement 20026 | Recensement 20026 | Recensement 20147 | Recensement 20147 |
| Groupe ethnique | Nombre            | %                 | Nombre            | %                 | Nombre            | %                 | Nombre            | %                 | Nombre            | %                 | Nombre            | %                 | Nombre            | %                 | Nombre            | %                 |
| --- | ----------------- | ----------------- | ----------------- | ----------------- | ----------------- | ----------------- | ----------------- | ----------------- | ----------------- | ----------------- | ----------------- | ----------------- | ----------------- | ----------------- | ----------------- | ----------------- |
| Géorgiens | 1 788 186         | 66,8              | 2 173 922         | 61,4              | 2 600 588         | 64,3              | 3 130 741         | 66,8              | 3 433 011         | 68,8              | 3 787 393         | 70,7              | 3 661 173         | 83,8              | 3 224 696         | 86,8              |
| Azéris | 137 921           | 5,2               | 188 058           | 5,3               | 153 600           | 3,8               | 217 758           | 4,6               | 255 678           | 5,1               | 307 556           | 5,7               | 284 761           | 6,5               | 233 082           | 6,3               |
| Arméniens | 307 018           | 11,5              | 415 013           | 11,7              | 442 916           | 11,0              | 452 309           | 9,7               | 448 000           | 9,0               | 437 211           | 8,1               | 248 929           | 5,7               | 168 191           | 4,5               |
| Russes | 96 085            | 3,6               | 308 684           | 8,7               | 407 886           | 10,1              | 396 694           | 8,5               | 371 608           | 7,4               | 341 172           | 6,3               | 67 671            | 1,5               | 26 586            | 0,7               |
| Ossètes | 113 298           | 4,2               | 147 677           | 4,2               | 141 178           | 3,5               | 150 185           | 3,2               | 160 497           | 3,2               | 164 055           | 3,0               | 38 028            | 0,9               | 14 452            | 0,4               |
| Yézidis | 2 262             | 0,1               | 12 915            | 0,4               | 16 212            | 0,4               | 20 690            | 0,4               | 25 688            | 0,5               | 33 331            | 0,6               | 18 329            | 0,4               | 12 261            | 0,3               |
| Kurdes | 7 955             | 0,3               | 12 915            | 0,4               | 16 212            | 0,4               | 20 690            | 0,4               | 25 688            | 0,5               | 33 331            | 0,6               | 2 514             | 0,1               |                   |                   |
| Grecs du Caucase | 54 051            | 2,0               | 84 636            | 2,.4              | 72 938            | 1,8               | 89 246            | 1,9               | 95 105            | 1,9               | 100 324           | 1,9               | 15 166            | 0,3               | 5 689             | 0,2               |
| Ukrainien | 14 356            | 0,5               | 45 595            | 1,3               | 52 236            | 1,3               | 49 622            | 1,1               | 45 036            | 0,9               | 52 443            | 1,0               | 7 039             | 0,2               | 6 044             | 0,2               |
| Abkhazes | 56 847            | 2,1               | 57 805            | 1,6               | 62 878            | 1,6               | 79 449            | 1,7               | 85 285            | 1,7               | 95 853            | 1,8               | 3 527             | 0,1               |                   |                   |
| Assyriens | 2 904             | 0,1               | 4 707             | 0,1               | 5 005             | 0,1               | 5 617             | 0,1               | 5 286             | 0,1               | 6 206             | 0,1               | 3 299             | 0,1               | 2 437             | 0,1               |
| Juifs | 30 389            | 1,1               | 42 300            | 1,2               | 51 582            | 1,3               | 55 382            | 1,2               | 28 298            | 0,6               | 24 795            | 0,5               | 2 333             | 0,1               |                   |                   |
| Autres | 65 961            | 2,5               | 58 711            | 1,7               | 37 015            | 0,9               | 38 665            | 0,8               | 39 690            | 0,8               | 50 502            | 0,9               | 18 766            | 0,5               | 20 366            | 0,5               |
| Total | 2 677 233         | 2 677 233         | 3 540 023         | 3 540 023         | 4 044 045         | 4 044 045         | 4 686 358         | 4 686 358         | 4 993 182         | 4 993 182         | 5 400 841         | 5 400 841         | 4 371 535         | 4 371 535         | 3 713 804         | 3 713 804         |
| 1 Source: (ru) демоскоп. 2 Source: (ru) демоскоп. 3 Source: (ru) демоскоп . 4 Source: (ru) демоскоп. 5 Source: (ru) демоскоп. 6 Source: (ru) демоскоп. 7 Source: (en) GeoStats. |                   |                   |                   |                   |                   |                   |                   |                   |                   |                   |                   |                   |                   |                   |                   |                   |

Concernant les Kurdes (non Yezidis), les Grecs du Caucase et les Abkhazes des populations de 1 161 personnes, 5 689 personnes et 4 551 personnes étaient apparues dans les publications préliminaires du recensement de 2014 : elles ne figurent plus dans la publication officielle du 24 avril 2016.
Concernant les Juifs de Géorgie, une population de 1 869 personnes était apparue dans les publications préliminaires : elle ne figure plus dans la publication du 24 avril 2016. Selon Yoann Morvan — anthropologue au CNRS —, la communauté juive aurait compté plus de 100 000 personnes en Géorgie à l’époque soviétique, elle serait de l’ordre de 10 000 en 2016 et plus de 125 000 Juifs géorgiens vivraient à l’étranger.

## Population par pays de naissance en Géorgie
|                   | 2014      |
| ----------------- | --------- |
| Population totale | 3.713.804 |
| Géorgie           | 3.616.881 |
| Russie            | 30.341    |
| Arménie           | 9.158     |
| Ukraine           | 6.879     |
| Azerbaïdjan       | 6.604     |
| Grèce             | 1.608     |
| Kazakhstan        | 1.586     |
| Turquie           | 1.583     |
| Allemagne         | 903       |
| Biélorussie       | 812       |
| Ouzbékistan       | 668       |
| Autres            | 6.088     |
| Non spécifié      | 30.693    |

## Population par nationalité en Géorgie
|                   | 2014      |
| ----------------- | --------- |
| Population totale | 3.713.804 |
| Géorgie           | 3.677.833 |
| Russie            | 7.620     |
| Arménie           | 3.784     |
| Azerbaïdjan       | 3.236     |
| Ukraine           | 1.631     |
| Turquie           | 1.410     |
| Grèce             | 531       |
| Irak              | 485       |
| États-Unis        | 429       |
| Inde              | 416       |
| Chine             | 365       |
| Non spécifié      | 6.704     |
| Autres            | 2.224     |
| Apatrides         | 379       |

## Population par âge et par sexe (recensement de 2014)
| Âge   | Total     | Hommes    | Femmes    | %      |
| ----- | --------- | --------- | --------- | ------ |
| Total | 3 713 800 | 1 772 900 | 1 940 900 | 100    |
| 0-4   | 255 100   | 132 700   | 122 400   | 6,86   |
| 5-9   | 230 000   | 121 200   | 108 800   | 6,19   |
| 10-14 | 206 200   | 109 500   | 96 700    | 5,55   |
| 15-19 | 226 000   | 118 900   | 107 100   | 6,08   |
| 20-24 | 266 100   | 135 300   | 130 800   | 7,16   |
| 25-29 | 278 700   | 139 900   | 138 700   | 7,50   |
| 30-34 | 262 100   | 129 900   | 132 100   | 7,05   |
| 35-39 | 248 500   | 121 900   | 126 600   | 6,69   |
| 40-44 | 243 300   | 118 300   | 125 400   | 6,54   |
| 45-49 | 239 400   | 114 000   | 125 400   | 6,43   |
| 50-54 | 271 400   | 126 700   | 144 700   | 7,30   |
| 55-59 | 245 400   | 111 600   | 133 800   | 6,59   |
| 60-64 | 211 400   | 92 400    | 119 000   | 5,69   |
| 65-69 | 155 700   | 64 900    | 90 800    | 4,19   |
| 70-74 | 123 600   | 48 500    | 75 100    | 3,32   |
| 75-79 | 135 800   | 49 900    | 85 900    | 3,65   |
| 80-84 | 71 700    | 25 100    | 46 600    | 1,93   |
| 85-89 | 34 500    | 10 200    | 24 300    | 0,92   |
| 90-94 | 7 500     | 1 600     | 5 900     | 0,20   |
| 95-99 | 1 200     | 200       | 1 000     | 0,03   |
| 100+  | 300       | 0         | 300       | 0, 008 |

## Analyse
Outre les guerres de sécession, les pertes de territoire et les migrations croisées (Abkhazes et Ossètes d'une part, Géorgiens d'autre part, mais aussi départ des Russes du territoire sous contrôle de Tbilissi), les facteurs économiques favorisent l'émigration : le niveau de chômage se maintient depuis deux décennies et la monnaie nationale voit sa parité baisser, entraînant des pertes de pouvoir d'achat. Un facteur additionnel accentue cette tendance, la généralisation de la langue anglaise comme première langue étrangère et l'appétence des jeunes générations diplômées à une formation universitaire à l'étranger et leurs souhaits d'expatriation définitive.
A contrario, l'Église orthodoxe géorgienne a entrepris une campagne afin de relancer la natalité et le Gouvernement a créé un Secrétariat d'État à la diaspora afin de garder le contact avec les émigrés et en particulier encourager les retours : son existence est néanmoins discutée,.
Si certains universitaires français se posent la question de la pérennité de la Géorgie, l'OTAN estime que sa population devrait descendre à 3 563 000 habitants en 2050.